# Guy Gibson

Guy Penrose Gibson, 1944

Guy Penrose Gibson, VC, DFC and bar, DSO and bar (* 12. August 1918 in Simla, Indien; † 19. September 1944 in Steenbergen, Niederlande) war ein britischer Fliegeroffizier. Er war der erste Kommandeur der No. 617 Squadron (617. Staffel) der Royal Air Force. Unter seinem Kommando wurden zwei Staudämme im heutigen Nordrhein-Westfalen und Hessen während der Operation Chastise zerstört (Möhnetalsperre, Edertalsperre). Im weiteren Verlauf des Krieges starb er bei einem Einsatz über den Niederlanden.

## Leben

### Kindheit und Jugend
Guy Gibson kam in Simla, in der damaligen britischen Kronkolonie Indien, als Sohn von Alexander und Leonora Gibson zur Welt, wo sein Vater bei der Forstbehörde arbeitete. Er war das jüngste von drei Kindern. Als er sechs Jahre alt war, trennten sich die Eltern, und die Mutter zog mit ihm nach Porthleven in der Grafschaft Cornwall, wo seine Großeltern väterlicher Linie lebten. Seine schulische Ausbildung absolvierte er an der St. Georges School in Folkestone sowie an der St. Edward’s School in Oxford. Seine Mutter wurde alkoholabhängig und musste zudem eine dreimonatige Gefängnisstrafe verbüßen. Am Weihnachtsabend 1939 starb sie, als ihre Kleidung sich an einem elektrischen Ofen entzündete, während sie betrunken war.

### Militärische Laufbahn
Im Jahr 1936 trat Gibson der Royal Air Force bei. Seine Dienstzeit als Pilot bei der No. 83 Squadron, wo er Handley Page Hampden flog, sollte im April 1941 enden. Danach wollte Gibson ziviler Testpilot werden. Der Ausbruch des Zweiten Weltkriegs verhinderte dies jedoch. Im Juli 1940 wurde Gibson mit dem Distinguished Flying Cross ausgezeichnet. Nachdem Gibson 27 Feindflüge absolviert hatte, meldete er sich im August 1940 zum Fighter Command und verhinderte somit, seine restliche Dienstzeit mit der Ausbildung junger Kampfpiloten zu „vergeuden“. Bei seiner nunmehrigen Karriere als Nachtkampf-Pilot bei der No. 29 Squadron auf dem Muster Bristol Beaufighter errang er vier Abschüsse von feindlichen Maschinen im Laufe von 99 Einsätzen. Im Dezember 1941 beendete Gibson als Squadron Leader seinen Dienst beim Fighter Command und kehrte als Kommandeur der No. 106 Squadron zurück zum Bomber Command. Dort absolvierte er während der nächsten Monate 46 Feindflüge auf Bombern des Typs Avro Lancaster.

### Operation Chastise
Am 21. März 1943 übernahm Gibson im Rang eines Wing Commanders (entspricht: Oberstleutnant) das Kommando der neu aufgestellten No. 617 Squadron auf dem Luftwaffenstützpunkt RAF Scampton. Diese Einheit sollte mit der von Barnes Wallis entwickelten Rollbombe Staudämme in Deutschland zerstören, um die deutsche Kriegsindustrie erheblich zu schwächen.

### Nach dem Dams Raid

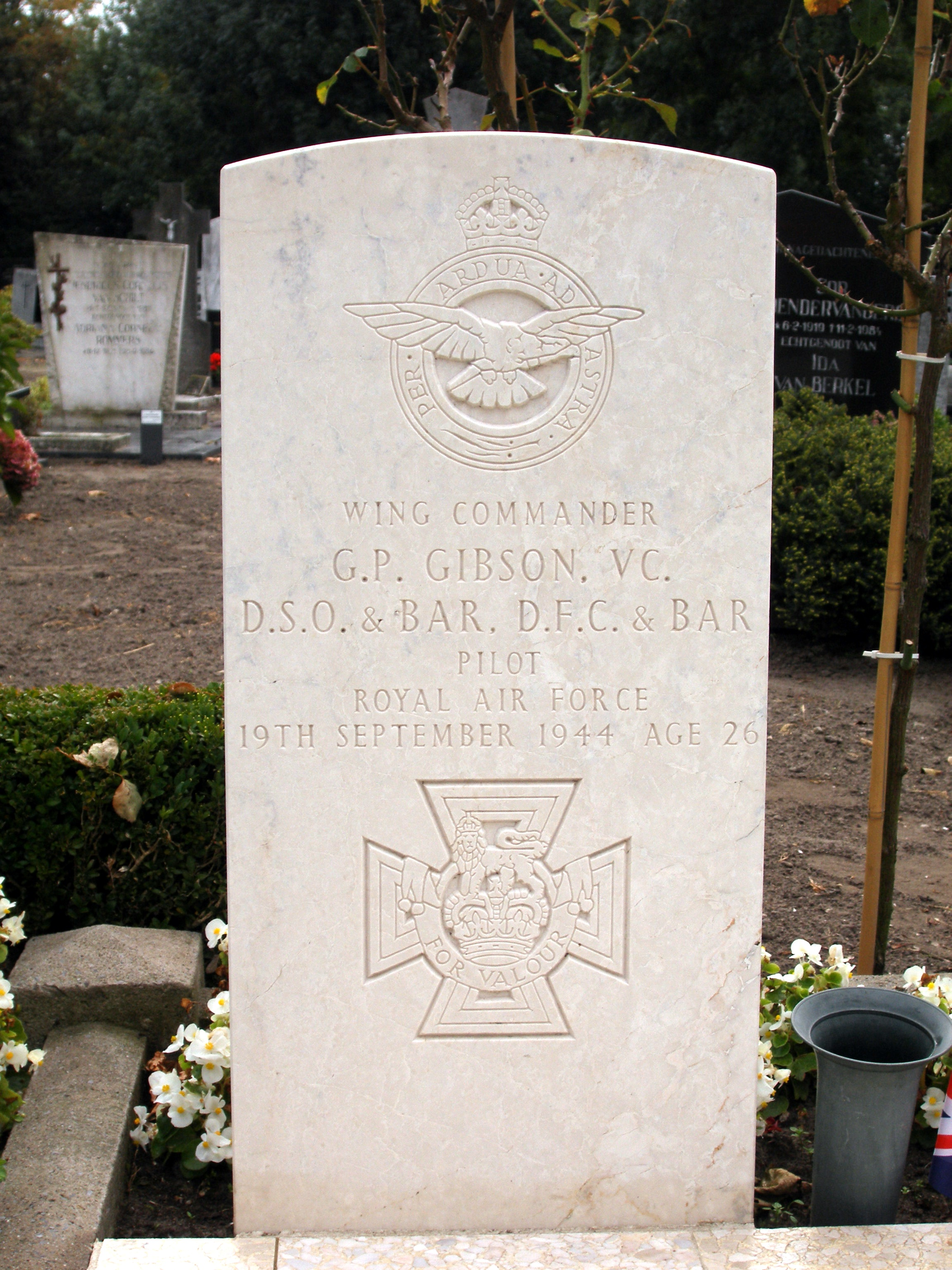
Gibsons Grabstein in Steenbergen

Aufgrund des Erfolges wurde Gibson mit dem Victoria Cross ausgezeichnet. Von seinen Erfahrungen und Erlebnissen auf seinen Einsätzen im bisherigen Krieg berichtete er in seinem Buch Enemy Coast Ahead. Anschließend ging er im Auftrag der Royal Air Force in die Vereinigten Staaten und hielt dort Vorträge vor Flugschülern der amerikanischen Streitkräfte und auch vor Zivilisten. Dabei wurde er von einer jungen Dame gefragt: „Wing Commander Gibson, wieviele Einsätze haben Sie gegen Nazi-Deutschland geflogen?“ „One hundred and seventy-four“ (174), antwortete Gibson, worauf die restlichen Zuhörer im Saal verstummten. Grund dafür war, dass zur damaligen Zeit die ersten amerikanischen Bomberpiloten aus Europa zurückkehrten, nachdem sie ihre 25 vorgeschriebenen Mindest-Feindflüge absolviert hatten. So schien der britische Wing Commander Guy Gibson der wahre Held in diesen Tagen zu sein.
Im August 1944 trat Gibson den aktiven Dienst beim Bomber Command wieder an. Vermutlich hatten weder Ralph Cochrane, Kommandeur von 5 Group, noch Arthur Harris, Oberbefehlshaber des Bomber Commands, dies genehmigt, sondern Gibson hatte eigenmächtig gehandelt. Am 19. September des gleichen Jahres flog er mit einer de Havilland DH.98 Mosquito der No. 627 Squadron (Staffel) als Pfadfinder für die folgende Bomberflotte nach Rheydt, in der Nähe von Mönchengladbach. Sein Navigator war Squadron Leader Jim Warwick. Gegen 22 Uhr meldete er über Funk „Nice work chaps, now beat it home!“ (dt.: „Gute Arbeit, Jungs. Nun ab nach Hause!“). 45 Minuten später stürzte das Flugzeug in der Nähe der niederländischen Stadt Steenbergen ab, nachdem es einige Minuten mit stotternden Motoren über der Ortschaft gekreist war. Beide Insassen starben bei dem Absturz. Viele Jahre lang wurde angenommen, dass Gibsons Mosquito abgeschossen wurde. Eine Untersuchung der gefundenen Wrackteile ergab jedoch, dass der Wahlschalter für die verschiedenen Treibstofftanks defekt war. Daher verlor das Flugzeug Sprit und stürzte schließlich ab. Gibson hatte Ratschläge ignoriert, zunächst nach Westen zu steuern, um dann über alliiertem Gebiet nach England zu fliegen. Stattdessen entschied er sich dafür, im Tiefflug den kürzeren Weg über feindliches Gebiet zu nehmen.

## Auszeichnungen
- Victoria Cross
- Distinguished Flying Cross mit Spange
- Distinguished Service Order mit Spange
- US Legion of Merit {Commander}

## Sonstiges
- Er hinterließ seine am 10. November 1940 angetraute Frau Eve Mary Gibson, geborene Moore.
- Gibsons Leiche konnte nur anhand einer Socke, die seinen Namen trug, und Squadron Leader Warwick anhand seines goldenen Eherings identifiziert werden. Die Leichname wurden auf dem römisch-katholischen Friedhof von Steenbergen beigesetzt. Erst nach dem Krieg wurde den Einwohnern von Steenbergen klar, welch eine Berühmtheit auf ihrem Friedhof ruht. Am Eingang befindet sich heute eine Gedenktafel.
- Heute sind in Steenbergen zahlreiche Straßennamen in Gedenken an den berühmten Briten zu finden: Gibsonstraat, Warwickstraat, Dam Bustersstraat, Mosquitostraat, Lancasterstraat

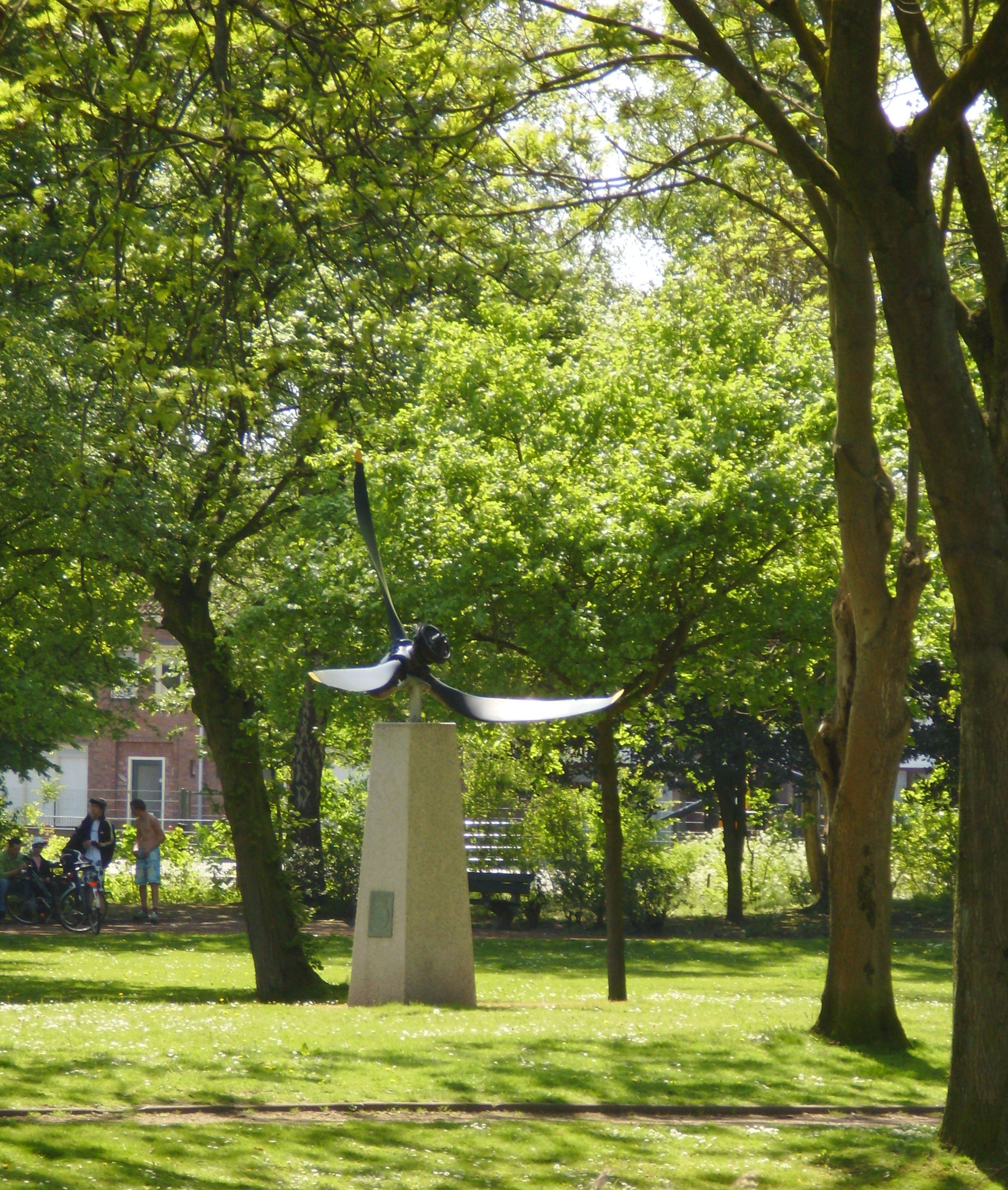
Denkmal in Steenbergen

- 1974 wurde im Stadtpark von Steenbergen ein Denkmal zu Ehren von Wing Commander Gibson und Squadron Leader Warwick errichtet. Das Denkmal besteht aus einer Steinsäule mit einem Propeller einer Lancaster, dem Bombertyp in dem Gibson seinen legendären Dam Buster-Raid anführte.
- Das ihm verliehene Victoria Cross ist heute im Royal Air Force Museum in Hendon ausgestellt.

Wing Commander Gibson, whose personal courage knew no bounds, was quickly recognised to be an outstanding operational pilot and leader. He served with conspicuously successful results as a night bomber pilot and also as a night fighter pilot, on operational tours. In addition, on his "rest" nights he made single-handed attacks on highly defended objectives such as the German battleship Tirpitz. Wing Commander Gibson was then selected to command a squadron formed for special tasks. Under his inspiring leadership this squadron executed one of the most devastating attacks of the war - the breaching of the Moehne and Eder dams. Wing Commander Gibson personally made the initial attack on the Moehne dam. Descending to within a few feet of the water, he delivered his attack with great accuracy. He then circled very low for thirty minutes, drawing the enemy fire and permitting as free a run as possible to the following aircraft. He repeated these tactics in the attack on the Eder dam. Throughout his operational career, prolonged exceptionally at his own request, he has shown leadership, determination and valour of the highest order. 
- In dem 1954 entstandenen britischen Spielfilm Mai 1943 – Die Zerstörung der Talsperren (The Dam Busters) von Michael Anderson wurde Guy Gibson vom irischen Schauspieler Richard Todd verkörpert.